# Arno Wallaard Memorial 2015
L'Arno Wallaard Memorial 2015, trentaduesima edizione della corsa, si svolse il 18 aprile 2015 su un percorso con partenza e arrivo a Meerkerk. Fu vinto dall'olandese Jasper Bovenhuis della SEG Racing davanti ai suoi connazionali Wouter Mol e Twan Castelijns.

## Ordine d'arrivo (Top 10)
| Pos. | Corridore         | Squadra                     | Tempo    |
| ---- | ----------------- | --------------------------- | -------- |
| 1    | Jasper Bovenhuis  | SEG Racing                  | 4h12'39" |
| 2    | Wouter Mol        | Cyclingteam Join's-De Rijke | s.t.     |
| 3    | Twan Castelijns   | Babydump Cycling Team       | s.t.     |
| 4    | Elmar Reinders    | Cyclingteam Jo Piels        | s.t.     |
| 5    | Tobyn Horton      | Madison Genesis             | s.t.     |
| 6    | Arno van der Zwet | Metec-TKH Team p/b Mantel   | s.t.     |
| 7    | Yoeri Havik       | SEG Racing                  | s.t.     |
| 8    | Tim Vanspeybroeck | Team3M                      | s.t.     |
| 9    | Tim Rodenburg     | Cyclingteam Jo Piels        | a 4"     |
| 10   | Johim Ariesen     | Metec-TKH Team p/b Mantel   | a 40"    |